# 卡夫角
卡夫角（英語：Cuff Cape），是南極洲的海岬，位於維多利亞地的斯科特海岸，處於麥基冰川以南，由英國探險隊繪入地圖，現時由南極條約體系管理。